# Tai A Chau
Tai A Chau (en chino tradicional, 大鴉洲) es una isla deshabitada de la Región administrativa especial de Hong Kong, al sur de China que forma parte del grupo de las Islas Soko, ubicada al sur de la isla de Lantau. Es conocida como la «Isla Soko del Sur» en algunas fuentes.
Había dos pueblos históricamente en la isla: Ha Tsuen y Tsuen Sheung en los lados oeste y sur de la isla. Los habitantes se fueron en la década de 1980, cuando un campo de detención de refugiados vietnamitas fue construido. El centro de detención Tai A Chau albergó a miles de refugiados vietnamitas entre 1991 y 1996. El centro se cerró antes de la entrega a China en 1997 y todas las estructuras de los edificios fueron demolidas.

## Geografía
Con una superficie de 1,19 km², Tai Un Chau es la mayor de las Islas Soko. Se encuentra a 4,5 km al sur de la isla de Lantau y a unos 2 km al norte de la frontera de las aguas territoriales de Hong Kong. La isla cuenta con pequeñas colinas, con alturas que van desde 85 m a 154 m. Su costa es principalmente empinada y rocosa.